# Giovanni Accolla
Giovanni Accolla (ur. 29 sierpnia 1951 w Syrakuzach) – włoski duchowny katolicki, arcybiskup Mesyny od 2017.

## Życiorys
13 kwietnia 1977 otrzymał święcenia kapłańskie i został inkardynowany do archidiecezji Syrakuz. Pracował głównie jako duszpasterz parafialny, był także m.in. archidiecezjalnym ekonomem oraz przewodniczącym Fundacji św. Anieli Merici.
20 października 2016 został mianowany przez papieża Franciszka arcybiskupem metropolitą Mesyny-Lipari-Santa Lucia del Mela. Sakrę biskupią otrzymał 7 grudnia tegoż roku z rąk arcybiskupa Syrakuz Salvatore Pappalardo. Miesiąc później odbył ingres do katedry w Mesynie.